# Ilaria Arrighetti
Ilaria Arrighetti (Cernusco sul Naviglio, 2 marzo 1993) è una rugbista a 15 italiana, terza linea ala del Rennes nel campionato francese.

## Biografia
Nata a Cernusco sul Naviglio ma cresciuta a Vimodrone, si avvicinò al rugby a 13 anni nelle file del Rugby Cernusco per poi passare al Monza.

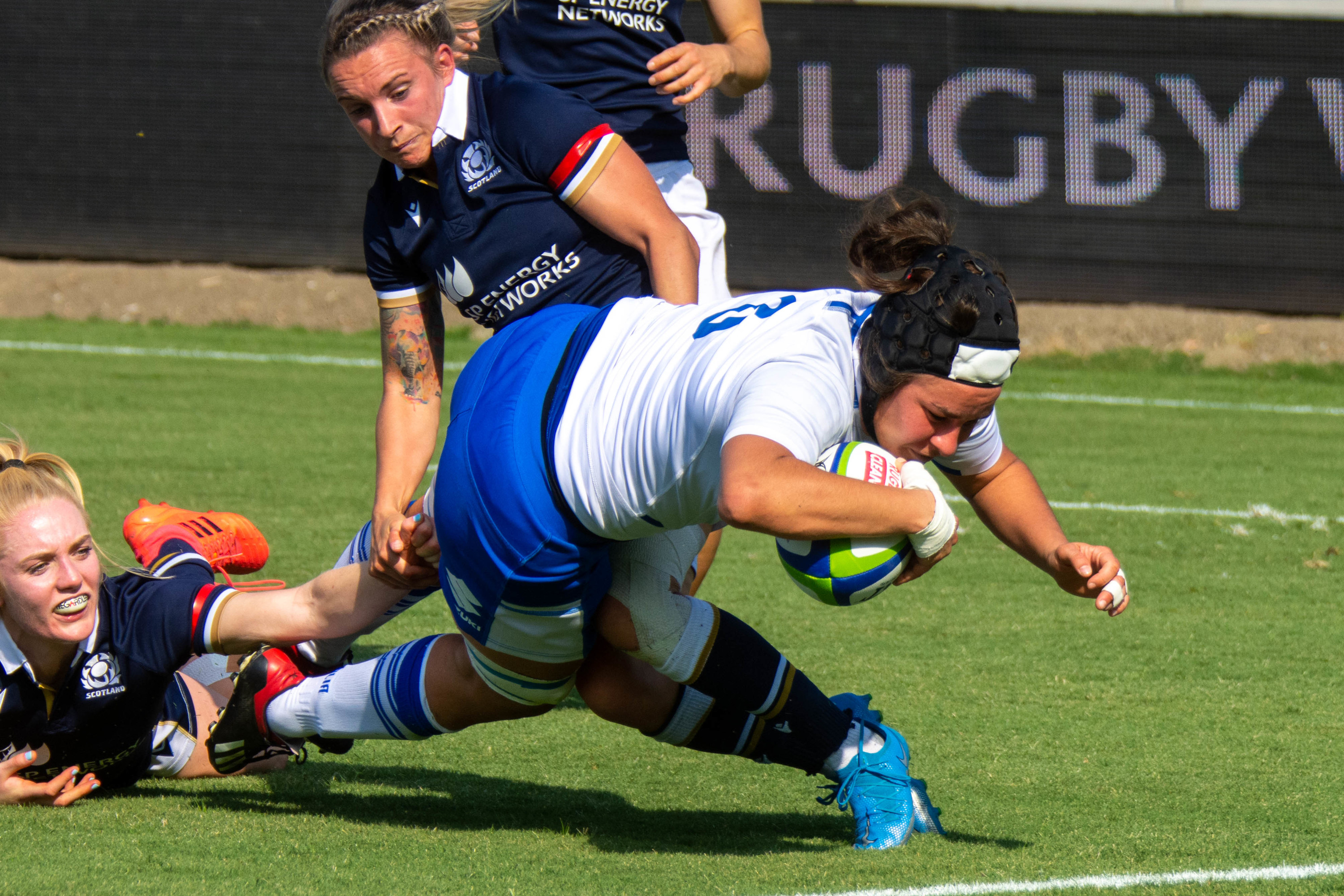
Arrighetti in meta contro la al torneo di qualificazione mondiale 2021

Il 18 marzo 2012 giunse l'esordio internazionale durante il Sei Nazioni a Rovato contro la Scozia, incontro in cui Arrighetti entrò in campo a 4 minuti dalla fine in sostituzione di Silvia Gaudino; nell'edizione successiva fu determinante per la prima vittoria italiana in Galles, realizzando nei minuti finali la meta con cui le azzurre si aggiudicarono l'incontro per 16-12.
Sempre in quell'anno fu tra le protagoniste dello scudetto del Monza, statisticamente rilevante per essere il primo (e, al 2018 ancora unico) titolo nazionale femminile vinto fuori dal Veneto.
Dal 2015 gioca in Francia nel Rennes nel Top 8, il campionato di prima divisione; ha fatto parte della selezione italiana alla Coppa del Mondo 2017 in Irlanda.
Nel 2022 ha fatto parte anche della spedizione italiana alla Coppa del Mondo 2021 tenutasi con un anno di posticipo in Nuova Zelanda a causa della pandemia di COVID-19; con la squadra ha raggiunto i quarti di finale, miglior risultato di sempre sia della femminile che di qualsiasi selezione italiana di rugby.
Ha ricevuto la convocazione per la Coppa del Mondo 2025 in Inghilterra, la sua terza consecutiva.
Fuori dall'attività sportiva ha studiato Lettere moderne alla Cattolica di  Milano.

## Palmarès
- Campionati italiani: 1
Monza: 2013-14